# 石川五右衛門

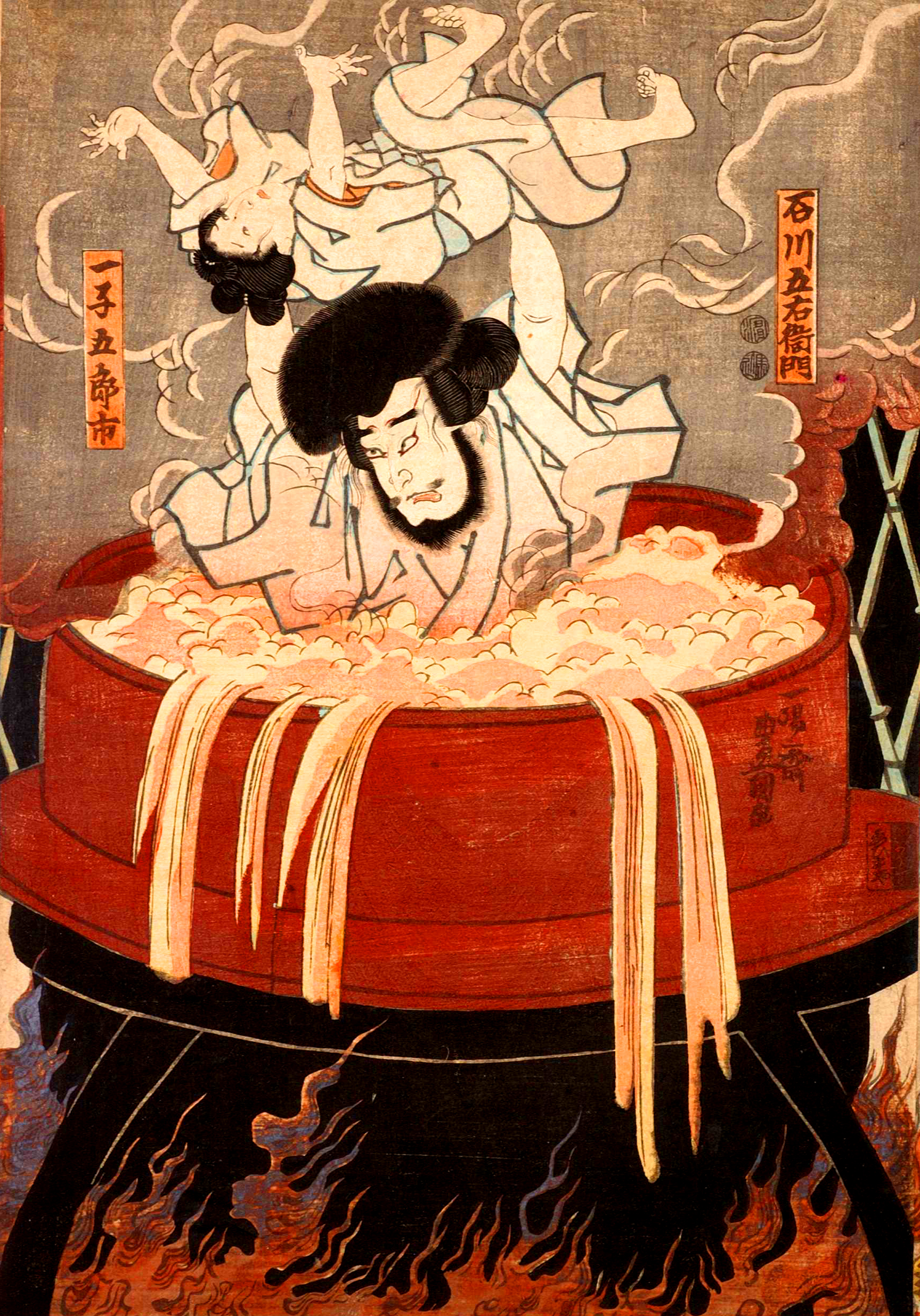
五右衛門の処刑
----
一陽斎豊国 画『石川五右衛門と一子五郎市』

石川 五右衛門（いしかわ ごえもん、弘治4年〈1558年〉? - 文禄3年8月24日〈1594年10月8日〉、12月12日とも）は、安土桃山時代の盗賊の首長。文禄3年に捕えられ、京都三条河原で煎り殺された。見せしめとして、彼の親族も大人から生後間もない幼児に至るまで全員が極刑に処されている。
従来、その実在が疑問視されてきたが、イエズス会の宣教師である、ペドロ・モレホンの日記の中に、その人物の実在を思わせる記述が見つかっている(詳細は後述)。 
江戸時代に創作材料として盛んに利用されたことで、高い知名度を得た。

## 一般に知られる大盗賊「石川五右衛門」
安土桃山時代に出没した怪盗。都市部を中心に荒らしまわり、時の為政者である豊臣秀吉の手勢に捕えられ、京都三条河原で一子と共に処刑された。墓は京都の大雲院にある。これは五右衛門が処刑の前に市中を引き回され、大雲院（当時は寺町通四条下ルにあった）の前に至った際、そこで住職に引導を渡された縁による。

## 史料に残る五右衛門
下記に石川五右衛門に関する記述がある史料を示す。史料に残された石川五右衛門の記録は、何れも彼の処刑に関わるものである。

### ペドロ・モレホン
まず、安土桃山時代から江戸時代初期の20年ほど日本に貿易商として滞在していたベルナルディーノ・デ・アビラ・ヒロンの記した『日本王国記』によると、かつて都（京都）を荒らしまわる集団がいたが、15人の頭目が捕らえられ京都の三条河原で生きたまま油で煮られたとの記述がある。ここにイエズス会の宣教師として日本に滞在していたペドロ・モレホンが注釈を入れており、この盗賊処刑の記述に、
と記している。

### 山科言経
また、公家の山科言経の日記『言経卿記』には、文禄3年8月24日（1594年10月8日）の記述として「盗人、スリ十人、又一人は釜にて煎らる。同類十九人は磔。三条橋間の川原にて成敗なり」との記載があり、誰が処刑されたか記されてはいないものの宣教師の注釈と一致する。また、時代はやや下るものの1642年（寛永19年）に編纂された『豊臣秀吉譜』（林羅山編）は「文禄のころに石川五右衛門という盗賊が強盗、追剥、悪逆非道を働いたので秀吉の命によって（京都所司代の）前田玄以に捕らえられ、母親と同類20人とともに釜煎りにされた」と記録している。以上の史料にはそれぞれ問題点も挙げられているが、石川五右衛門という人物が安土桃山時代に徒党を組んで盗賊を働き、京で処刑されたという事実は間違いないと考えられている。

### 続本朝通鑑
また、（以下、「一」、「二」、「レ」は漢文の返り点）、『続本朝通鑑』（寛文10年（1670年）成立）には、
とある。

### 歴朝要紀
『歴朝要紀』（天保3年（1832年）草稿完成）には、
とある。

## 伝説の五右衛門
出生地は伊賀国・遠江国（現浜松市）・河内国・丹後国などの諸説があり、伊賀流忍者の抜け忍で百地三太夫の弟子とされる事もある。遠州浜松生まれで、真田八郎と称したが、河内国石川郡山内古底という医家により石川五右衛門と改めたという説もある。
丹後国の伊久知城を本拠とした豪族丹後石川氏の出であるとする説がある。石川氏は丹後の守護大名一色氏の家老職を務めていたが、天正10年（1582年）、一色義定の代の頃、石川左衛門尉秀門は羽柴秀吉（豊臣秀吉）の謀略を引き受けた細川藤孝の手によって謀殺され、伊久知城も落城した。落城の際、秀門の次男の五良右衛門が落ち延び、後に石川五右衛門となったとする。この故に豊臣家（秀吉）を敵視していたと伝わる。伊久知城近辺には五良右衛門の姉の子孫が代々伝わっているとされる。
また一説に「三好氏の臣 石川明石の子で、体幹長大、三十人力を有し16歳で主家の宝蔵を破り、番人3人を斬り黄金造りの太刀を奪い、逃れて諸国を放浪し盗みをはたらいた」とも。

### 様々な伝説
前述以外にも、その生涯についてはさまざまな説がある。
- 幼名は五郎吉。幼い頃から非行を繰り返し、14歳か15歳の頃に父母を亡くす。19歳の頃からについては幾つかの説があり、主に「伊賀に渡り、忍者の弟子になった後、京を出て盗賊になった」や「奉公した男性の妻と駆け落ちした」などがある。
- 百地三太夫（百地丹波）について伊賀流忍術を学んだが、三太夫の妻と密通した上に妾を殺害して逃亡したとの伝承が知られている。
- その後手下や仲間を集めて、頭となり悪事を繰り返す。相手は権力者のみの義賊だったため、当時は豊臣政権が嫌われていた事もあり、庶民の英雄的存在になっていた。
- 金の鯱（名古屋城・大坂城など諸説あり）を盗もうとしたとも伝わるが、これは別の盗賊団の混同かと思われる（柿木金助参照）。
- 京都市伏見区の藤森神社に石川五右衛門寄進という手水鉢の受け台石がある。前田玄以配下に追われた五右衛門が神社に逃げ込んだ際、神社が管轄が違うと引き渡しに直ぐに応じなかったため、まんまと逃げおおせた。そのお礼として宇治塔の島の石造十三重塔（現重要文化財）の笠石を盗んで台石として寄進したものという。そのため、塔の島石塔の上から三番目の笠石は他のものに比べて新しいのだという。

- 五右衛門の隠れ家は、方広寺大仏殿（京の大仏）門前にあった大仏餅屋にあったという。そこから鴨川河原に通じる抜け穴もあったという。
- 秀吉の甥・豊臣秀次の家臣・木村常陸介から秀吉暗殺を依頼されるが[4]秀吉の寝室に忍び込んだ際、千鳥の香炉が鳴いて知らせたため捕えられる。その後、捕えられた配下の一人に悪事や部下などをすべて暴かれてしまう。
- 三条河原で煎り殺されたが、この「煎る」を「油で揚げる」と主張する学者もいる。母親は熱湯で煮殺されたという。熱湯の熱さに泣き叫びながら死んでいったという記録も実際に残っている。
- 有名な釜茹でについてもいくつか説があり、子供と一緒に処刑されることになっていたが高温の釜の中で自分が息絶えるまで子供を持ち上げていた説と、苦しませないようにと一思いに子供を釜に沈めた説（絵師による処刑記録から考慮するとこちらが最有力だが娘は武士と結婚してるので謎の処刑記録）がある。またそれ以外にも、あまりの熱さに子供を下敷きにしたとも言われている。
- 鴨川の七条辺に釜が淵と呼ばれる場所があるが、五右衛門の処刑に使われた釜が流れ着いた場所だという。なお、五右衛門処刑の釜といわれるものは江戸時代以降長らく法務関係局に保管されており、1935年（昭和35年）には築地本願寺で開かれた司法保護デーのイベントで公開されているが[5]、最後は名古屋刑務所にあり戦後の混乱の中で行方不明になった（南区コラム　【京都市公式】京都観光Navi－ によれば「釜ヶ淵」の場所を鴨川と高瀬川の合流点あたりとしており、かつ元々はその地点から北へ約300m上流がその場所であったとしている）。
- 処刑される前に「石川や 浜の真砂は 尽くるとも 世に盗人の 種は尽くまじ」と辞世の歌を詠んだという（古今和歌集の仮名序に、たとへ歌として挙げられている「わが恋はよむとも尽きじ、荒磯海（ありそうみ）の浜の真砂（まさご）はよみ尽くすとも」の本歌取か）。
- 処刑された理由は、豊臣秀吉の暗殺を考えたからという説もある[6]。
- 『一色軍記』では当時伏見城の築城に関わっていた仙石秀久が五右衛門を捕縛したという記述が残されている。

### 創作文芸
江戸時代には伝説の大泥棒として認知され、数多くの創作作品が生まれた。
1776年（安永5年）以前成立の実録本『賊禁秘誠談』は石川五右衛門が大盗賊へ成長していく様子を武勇伝のように描き、五右衛門を小気味よい反逆者として描いた作品である。この『賊禁秘誠談』の内容を典拠として、歌舞伎『楼門五三桐』が生み出された。
歌舞伎『楼門五三桐』で、五右衛門を明国高官宋蘇卿（実在の貿易家宋素卿のもじり）の遺児とする設定は、謡曲「唐船」を参考にしたものである。また、「南禅寺山門の場」（通称：『山門』）は有名で、煙管片手に「絶景かな、絶景かな。春の宵は値千両とは、小せえ、小せえ。この五右衛門の目からは、値万両、万々両……」と科白を廻し、辞世の歌といわれている「石川や 浜の真砂は 尽きるとも 世に盗人の 種は尽きまじ」を真柴久吉（豊臣秀吉がモデル）と掛け科白で廻した後、山門の上下で「天地の見得」を切る。この場面の金襴褞袍（きんらんどてら）に大百日鬘（だいひゃくにちかつら）という五右衛門の出で立ちは広く普及し、今日では一般的な五右衛門像となっている。ただし、実際の南禅寺三門は文安4年（1447年）に焼失、再建は五右衛門の死後30年以上経った寛永5年（1628年）であるため、五右衛門の存命中には存在していない。
戒名は「融仙院良岳寿感禅定門」。これは処刑された盗賊としては破格の極めて立派な戒名である。
一方で彼の実際の行動について記録されている史料は少ない。反面、そのことが創作の作者たちの想像力と創作意欲をかき立てていることは間違いなく、彼に関しては古今数多くのフィクションが生み出されている。

## 石川五右衛門が登場する作品

### 古典
浄瑠璃・人形浄瑠璃
- 石川五右衛門
- 傾城吉岡染（近松門左衛門作）
- 釜淵双級巴
- 木下蔭狭間合戦

歌舞伎
- 楼門五三桐（金門五山桐、1778年初演、演：初代嵐雛助）
- 高麗大和皇白浪（1809年初演、演：五代目松本幸四郎）
- 楼門詠千本（1838年初演、演：四代目中村歌右衛門）
- 他に書替え狂言多数

文学
- 『本朝二十不孝』（井原西鶴著）巻二の一
- 実録本『賊禁秘誠談』

落語
- 『お血脈』
- 『釜泥』
- 『骨つり』
- 『強情灸』

### 現代
小説
- 石川五右衛門（村上浪六）
- 石川五右衛門（塚原渋柿園 隆文館 1908）
- 石川五右衛門の生立（上司小剣）
- 真説石川五右衛門（檀一雄、1951）第24回直木賞受賞
- 石川五右衛門（白井喬二）
- 戦国風流武士 前田慶次郎（海音寺潮五郎）
- 梟の城（司馬遼太郎）
- 忍びの者（村山知義 1962）
- 黄金の日日（城山三郎 1978）
- 忍法秘巻（早乙女貢 双葉文庫 1985）
- 石川五右衛門 秘剣忍法帖（桜井滋人 広済堂文庫 1989）
- 石川五右衛門（赤木駿介 光文社文庫 2005）
- 大盗賊石川五右衛門（長尾剛 汐文社 2008）
- 太閤暗殺（岡田秀文）
- 天下の大泥棒・石川五右衛門（速水一平 電子書籍版 2024）

新歌舞伎・新作歌舞伎
再演は除く。
- 浜千鳥真砂白浪（1883年初演、演：九代目市川團十郎）
- 五右衛門の釜（1927年初演、演：七代目松本幸四郎）
- 石川五右衛門（2009年初演、演：十一代目市川海老蔵）
- GOEMON 石川五右衛門（2011年初演、演：六代目片岡愛之助）

新劇・現代劇
再演は除く。
- 淀君と五右衛門（1923年初演、演：市川壽三郎）
- 忍びの者（1963年初演、演：保科三良、原作：村山知義）
- 長屋太閤記（1963年初演、演：八波むと志）
- 喜劇戦国迷々伝 秀吉と五右衛門をつくった男（1972年初演、演：中村賀津雄）
- 黄金の日日（1979年初演、演：五代目坂東八十助、原作：城山三郎）
- 石川五右衛門（1980年初演、演：若山富三郎）
- 花吹雪 恋吹雪（2000年初演、演：安蘭けい、宝塚歌劇団）
- 五右衛門ロック（2008年初演、演：古田新太、劇団☆新感線）
  - 薔薇とサムライ〜GoemonRock OverDrive（2010年初演、演：古田新太）
  - ZIPANG PUNK〜五右衛門ロックⅢ（2012年初演、演：古田新太）

- GO!GO!BREEZE!（2018年初演、演：かいざ）

　・IKIZAMA（2023年初演、演:土屋シモン、米原幸佑、@emotion）
映画
- 石川五右衛門一代記（1912年公開、演：尾上松之助）
- 石川五右衛門（1917年公開、演：市川海老十郎）
- 石川五右衛門（1921年公開、演：嵐璃徳）
- 石川五右衛門と秀次（1921年公開、演：市川莚十郎）
- 石川五右衛門（1922年公開、演：尾上松之助）
- 曽呂利と五右衛門（1923年公開、演：片岡市太郎）
- 夜叉王 前後篇（1926年公開、演：市川右太衛門）
- 石川五右衛門（1926年公開、演：市川右太衛門）
- 石川五右衛門の法事（1930年公開、演：横尾泥海男）
- 石川五右衛門（1931年公開、演：光岡龍三郎）
- 石川五右衛門（1937年公開、演：阿部九州男）
- ロッパの大久保彦左衛門（1939年公開、演：上田吉二郎）
- エノケンの怪盗伝 石川五右衛門（エノケンの石川五右衛門）（1951年公開、演：榎本健一）
- 真説石川五右衛門（1951年公開、演：萩原満）
- 猿飛佐助（1955年公開、演：水島道太郎）
- 忍術御前試合（1957年公開、演：富田仲次郎）
- 大盗小盗（1958年公開、演：伴淳三郎）
- 東海道弥次喜多珍道中（1959年公開、演：亜木一路）
- 忍びの者（1962年公開、演：市川雷蔵、原作：村山知義、監督：山本薩夫）
  - 続忍びの者（1963年公開、演：市川雷蔵）
  - 新忍びの者（1963年公開、演：市川雷蔵）

- 忍者秘帖 梟の城（1963年公開、演：大木実、原作：司馬遼太郎）
- 大日本コソ泥伝（1964年公開、演：藤田まこと）
- 梟の城（1999年公開、演：上川隆也、原作：司馬遼太郎）
- 奇説 魔界転生（2004年公開、演：土屋大輔）
- 笑の大学（2005年公開、演：黒田裕久）
- GOEMON（2009年公開、演：江口洋介）

テレビドラマ
- 直木賞シリーズ「梟の城」（1960年放映、演：南原宏治、原作：司馬遼太郎）
- コメディフランキーズ 実録石川五右衛門（1963年放映、演：フランキー堺）
- 忍びの者（1964年放映、演：品川隆二、原作：村山知義）
- うそ八万騎（1964年放映、演：天知茂、原作：尾崎士郎）
- 大坂城の女（1970年放映、演：秋山勝俊）
- 大河ドラマ（NHK）
  - 黄金の日日（1978年放映、演：根津甚八、原作：城山三郎）
  - 秀吉（1996年放映、演：赤井英和、原作：堺屋太一）

- 土曜ドラマ「五右衛門」（1994年放映、NHK総合、演：片岡鶴太郎）
- 時空警察PART5（2006年放映、演：金山一彦）
- 日本史サスペンス劇場 今夜は御用心! 伝説の大泥棒ベスト3 天下を盗もうとした男 石川五右衛門の謎（2009年放映、演：高知東生）
- 新解釈・日本史 第8話第2部（2014年放映、演：ムロツヨシ）
- 仮面ライダーゴースト（2015 - 2016年、テレビ朝日、声：関智一)
- 石川五右衛門（2016年10月14日 - 12月2日、テレビ東京、演：市川海老蔵）

漫画
- ルパン三世 （モンキー・パンチ作）
- YAIBA（青山剛昌作）
- MISTERジパング（椎名高志作）
- 風が如く（米原秀幸作）
- 戦国ARMORS（榊ショウタ作）
- 信長協奏曲（石井あゆみ作）
- ONE PIECE（尾田栄一郎作）

音楽
- 河原の石川五右衛門（歌：長万部キャッツ（シンガーズ・スリーの別名）。ピンク・レディー『渚のシンドバッド』の替え歌）

- GOEMON（歌：レキシ FEAT. ビッグ門左衛門（三浦大知の別名））

アニメ
- ルパン三世 （モンキー・パンチ漫画原作）
- タイムボカン（1975年、声：富山敬）
- まんが日本絵巻 第43回「釜ゆでなんかこわくない! 石川五右衛門」（1978年、声：荒木真一）
- アニメがんばれゴエモン （1997年、声：松本保典）
- ダイバージェンス・イヴ （2003年・2004年、声：矢尾一樹）

ラジオドラマ
- 新釈石川五右衛門 忍者と忍術使い（1964年、声：稲垣昭三）

テレビ人形劇
- 真田十勇士（1975年、声：名古屋章）

ゲーム
- Mr.五右衛門（アーケードゲーム） - 後のがんばれゴエモンシリーズの原型となった。
- がんばれゴエモン（ファミリーコンピュータ等）
- 戦国サイバー 藤丸地獄変（PlayStation、SCE）
- 戦国無双シリーズ（PlayStation 2他、コーエー、声：江川央生）
- 天下一★戦国lovers DS（ニンテンドーDS、ロケットカンパニー）
- 戦国伝承2001
- パズル&ドラゴンズ
- 戦国美少女絵巻 空を斬る!!（1998年、声：鈴置洋孝）
- モンスターストライク
- ペルソナ5
- AMBITIOUS MISSION (2022年、SAGA PLANETS)　ヒロインである石川弥栄が16代目の石川五右衛門であるとされている。
- 天獄ストラグル -strayside-

ライトノベル
- 壬生一郎『信長の庶子』（2019年～、既刊5巻）イラスト：土田健太

その他
- 水無瀬神宮 - 大阪府三島郡島本町にある神社で、境内に石川五右衛門がつけたといわれる手形が残る。
- 五右衛門風呂 - 釜茹でにされたという故事から、風呂釜を直火で温めた風呂のことをいう。
- ゴエモンコシオリエビ - 熱水噴出孔のすぐ近くで生活していることから、釜茹でに因んでゴエモンの名が冠せられた。
- GOEMON - 石川五右衛門をモチーフとした男性プロレスラー。
- 洋麺屋五右衛門 - 日本レストランシステムが展開する和風スパゲティ専門店。スパゲティを大きな釜（五右衛門釜）で茹でて調理しているほか、店舗シンボルに石川五右衛門を採用している。